# Cantón de Saint-Mamert-du-Gard
El cantón de Saint-Mamert-du-Gard era una división administrativa francesa, que estaba situada en el departamento de Gard y la región de Languedoc-Rosellón.

## Composición
El cantón estaba formado por catorce comunas:
- Caveirac
- Clarensac
- Crespian
- Combas
- Fons
- Gajan
- Montagnac
- Montmirat
- Montpezat
- Moulézan
- Parignargues
- Saint-Bauzély
- Saint-Côme-et-Maruéjols
- Saint-Mamert-du-Gard

## Supresión del cantón de Saint-Mamert-du-Gard
En aplicación del Decreto n.º 2014-232 de 24 de febrero de 2014, el cantón de Saint-Mamert-du-Gard fue suprimido el 22 de marzo de 2015 y sus 14 comunas pasaron a formar parte; nueve del nuevo cantón de Calvisson, tres del nuevo cantón de Saint-Gilles y dos del nuevo cantón de Quissac.